# Karol Hutten-Czapski
Karol Jan Aleksander Hutten-Czapski herbu Leliwa (ur. 15 sierpnia 1860 w Stańkowie k. Mińska Litewskiego, zm. 17 stycznia 1904 we Frankfurcie nad Menem) – polski hrabia i filantrop. Prezydent Mińska Litewskiego (1890–1901).

## Dzieciństwo i młodość
Był najstarszym synem hr. Emeryka Hutten-Czapskiego, znanego numizmatyka, i Elżbiety Hutten-Czapskiej z baronów Meyendorff. Nauki podstawowe pobierał w domu, po czym został zapisany do niemieckiego gimnazjum Sankt-Annen-Schule w Petersburgu, gdzie w 1878 zdał maturę. Następnie studiował ekonomię polityczną i statystykę na Uniwersytecie w Dorpacie (dziś Tartu) i w 1882 otrzymał stopień kandydata (w systemie rosyjskim odpowiednik doktora). Należał do Konwentu Polonia. Ojciec Emeryk wystąpił w tych latach z rosyjskiej służby państwowej i zajął się porządkowaniem i katalogowaniem swych kolekcji, więc Karolowi przypadło zadanie administracji dóbr rodzinnych.

## Prezydent Mińska Litewskiego
W 1890 wybrano go na prezydenta Mińska Litewskiego. Wśród jego wielu zasług dla miasta było:
- wprowadzenie elektryczności,
- wprowadzenie komunikacji tramwajowej,
- wprowadzenie wodociągów miejskich,
- wprowadzenie kanalizacji miejskiej,
- stworzenie miejskiego banku kredytowego,
- założenie bezpłatnego szpitala położniczego,
- wybrukowanie bocznych placów i ulic,
- założenie przytułków dla ubogich i bezdomnych,
- otwarcie dwóch nowych szkół średnich,
- założenie Towarzystwa Ubezpieczeń Rolnych.
- otwarcie tanich kuchni dla robotników,
- założenie przychodni dla prostytutek,
- założenie rzeźni miejskiej.

Karol Czapski mieszkał przez te wszystkie lata w swym majątku Stańków i jeździł do miasta na ogół konno, bez względu na pogodę. W Stańkowie założył bezpłatny szpital chorób zakaźnych dla ludności swych majątków, przez cały czas obok obowiązków głowy miasta wypełniał jak najsumienniej zadania administratora dóbr rodzinnych. Działalność w Mińsku, mieście niebogatym, finansował w dużej mierze z własnych środków, co było nie bez dużego uszczerbku dla rodzinnej finansów. Zbudował w mieście pałac Czapskiego, obecnie nieistniejący, w którym mieściła się siedziba Mińskiego Towarzystwa Rolniczego; był członkiem jego rady i aktywnym działaczem. Na początku XX wieku był właścicielem 25 000 dziesięcin ziemi w powiecie mińskim i powiecie ihumeńskim. W wieku czterdziestu jeden lat musiał ustąpić ze względów zdrowotnych ze stanowiska prezydenta Mińska Litewskiego i zmarł trzy lata później na gruźlicę płuc we Frankfurcie nad Menem.
W 2014 na ścianie mińskiego browaru AAT Piuzawod Aliwaryja, którego Karol Hutten-Czapski był właścicielem i który zmodernizował, umieszczono poświęconą mu tablicę pamiątkową.

## Życie prywatne
Żonaty z Marią Leontyną Pusłowską (1870–1965). Miał czworo dzieci. Syn Emeryk August był za czasów II Rzeczypospolitej starostą w przygranicznych Stołpcach i później posłem na Sejm (wybierany w 1930 i 1935).

## Odznaczenia
- Order Świętej Anny III klasy (Imperium Rosyjskie, 1895)[7]
- Order Świętego Stanisława II klasy (Imperium Rosyjskie, 1896)[7]